# Municipio de Appanoose (Kansas)
El municipio de Appanoose (en inglés, Appanoose Township) es un municipio del condado de Franklin, Kansas, Estados Unidos. Tiene una población estimada, a mediados de 2022, de 319 habitantes.
Abarca una zona exclusivamente rural.

## Geografía
Está ubicado en las coordenadas 38°42′03″N 95°27′15″O / 38.70083, -95.45417 (38.700939, -95.454284). Según la Oficina del Censo de los Estados Unidos, tiene una superficie total de 77.44 km², de los cuales 77.10 km² corresponden a tierra firme y 0.34 km² están cubiertos de agua.

## Demografía
Según el censo de 2020, en ese momento había 344 personas residiendo en la zona. La densidad de población era de 4.5 hab./km². El 90.99 % de los habitantes eran blancos, el 1.16 % eran asiáticos, el 1.16 % eran de otras razas y el 6.69% eran de una mezcla de razas. Del total de la población, el 3.20 % eran hispanos o latinos de cualquier raza.